# Bäderarchitektur

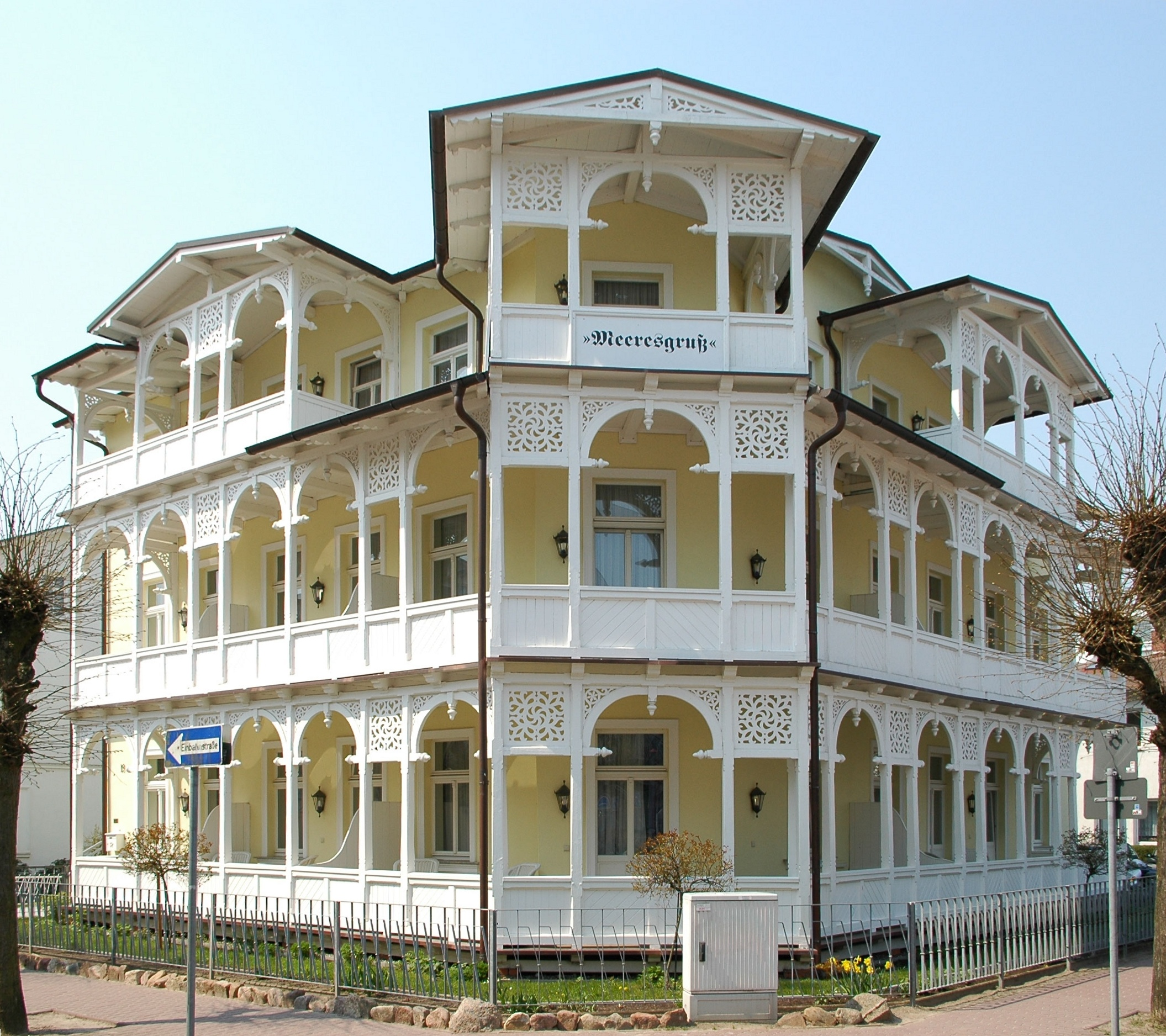
La villa Meeresgruß (« salutations marines ») à Binz, sur l'île de Rügen : un manoir typique du style balnéaire germanique, dont les avant-corps sont couronnés par des gâbles et les balcons ornés de sculptures sur bois.

L'architecture balnéaire ou style balnéaire (en allemand, Bäderarchitektur) est le style architectural caractéristique des stations balnéaires allemandes de l'ensemble de la côte baltique.
Le style a évolué depuis son apparition à Heiligendamm en 1793 (première station balnéaire du Mecklembourg) et Putbus sur l'île de Rügen en 1816 (première station balnéaire de Poméranie). Il connaît son heure de gloire à l'époque du Gründerzeit (1848-1873), lorsque les stations ont été reliées aux grandes villes par des lignes de chemin de fer, et perdure jusqu'en 1914, voire aujourd'hui encore, où l'accent est mis sur la préservation et la restitution de l'identité historique de ces stations. De nombreux bâtiments du littoral balte, de Glücksbourg à la frontière danoise, jusqu'à Memel à la frontière lituanienne (russe de 1795 à 1918), sont ainsi construits de cette manière tout au long du XIXe siècle, ou disposent d'éléments propres à l'architecture locale.
Marqué à ses débuts par le classicisme, le style balnéaire s'est tourné vers l'historicisme puis vers l'Art nouveau. Il ne s'agit pas au fond d'un style à part entière comme peuvent l'être l'art de la Renaissance ou le baroque. Sa particularité réside en l'association de caractéristiques architecturales propres à différentes époques. Cette combinaison particulière d'éléments stylistiques composites confère au style balnéaire son caractère unique. D'autres constructions situées en dehors des frontières allemandes ont adopté le style balnéaire, comme en témoignent les abords des lacs helvétiques ou autrichiens. L'architecture des centres de cure d'Europe centrale (en Thuringe, en Bohême ou en Suisse, par exemple), qui s'en rapproche sensiblement, est quant à elle qualifiée d'architecture thermale (Kurarchitektur)
Les demeures emblématiques de l'architecture balnéaire germanique sont également appelées Bädervilla (pl. Bädervillen), les fameuses villas de bord de mer ou villas balnéaires.